# El demonio es un ángel
El demonio es un ángel es una película venezolana estrenada en México el 22 de junio de 1950 del género de comedia y dirigida por Carlos Hugo Christensen.

## Argumento
Diana Velásquez es una alegre y despreocupada joven que regresa a Caracas luego de terminar sus estudios de bachillerato en el Liceo Baralt de Maracaibo pero, al llegar a casa, se entera de que su hermana mayor Gloria tiene una romance extramarital con el prestigioso y rico abogado Hércules Palacios. Esta situación no es del agrado de Ángela, la madre de ambas, por lo que Diana decide hablar directamente con el letrado pero, justo cuando va a ir hacia su casa, se aparece en el negocio de Ángela un hombre que dice llamarse Hércules Palacios por lo que, a partir de aquí, Diana comienza a tramar su venganza contra el amante de su hermana, sin saber que con ello desatará una divertida serie de malentendidos.

## Crítica y recepción
Aunque esta película venezolana está protagonizada por los actores argentinos Susana Freyre y Juan Carlos Thorry, la cinta mantiene un agradable y divertido ritmo gracias a los ágiles y fluidos diálogos de Aquiles Nazoa, los cuales están adornados con modismos venezolanos pero sin abusar del coloquio, lo que hizo que la película tuviera buena receptividad tanto de crítica como de público.

## Elenco
- Susana Freyre ... Diana
- Juan Carlos Thorry ... Hércules
- Juana Sujo ... Gloria
- Juan Corona ... Plácido
- Helvia Hass ... Ángela
- Jorge Reyes
- León Bravo
- Mercedes Acuña
- Omar Latorre
- Alejandro Irazábal
- Carlos Yaserny
- Henry González
- José Luis Sarzalejo
- Carlos Flores
- María Gámez

## Premios
Esta cinta fue galardonada por la revista cinematográfica venezolana "Mi Film" en 1950 con el premio de Mejor Película realizada en el país y un premio especial al Mejor Director (Carlos Hugo Christensen).